# Aprelevski zavod gramplastinok
Fabrica de discuri din Aprelevka (rus. Апрелевский завод грампластинок, transl. Aprelevski zavod gramplastinok) a fost prima întreprindere de acest fel din Rusia. Fondată în 1910 și aflată în activitate până în anul 1997, a constituit cel mai mare fabricant de discuri din țară și a jucat un rol însemnat în istoria industriei discografice rusești.
A existat și o casă de discuri proprie a fabricii, inițial numită Metropol Record [sic!] (chir. Метрополь Рекордъ). Ea a fost redenumită în 1925 chiar Aprelevski zavod (chir. Апрелевский завод, abreviat АЗ) și a ființat până la apariția casei Melodia (1964), când cele două au fuzionat.

## Istoric

### Context
În primul deceniu al secolului XX, numeroase case de discuri occidentale și-au creat reprezentanțe în Rusia. Prima acțiune de acest fel a fost întreprinsă de compania britanică Gramophone, stabilită în 1901 la Riga (astăzi, capitala Letoniei) și deținătoare a mărcilor Amour Gramophone Record (Пишущiй Амуръ) și Concert Record Gramophone. Companiei britanice i-au urmat (într-o ordine aproximativ cronologică): Beka Grand Record, Extraphone și Artistotipia (Germania), Pathé (Franța), Zonophone Record (S.U.A.) și multe altele.

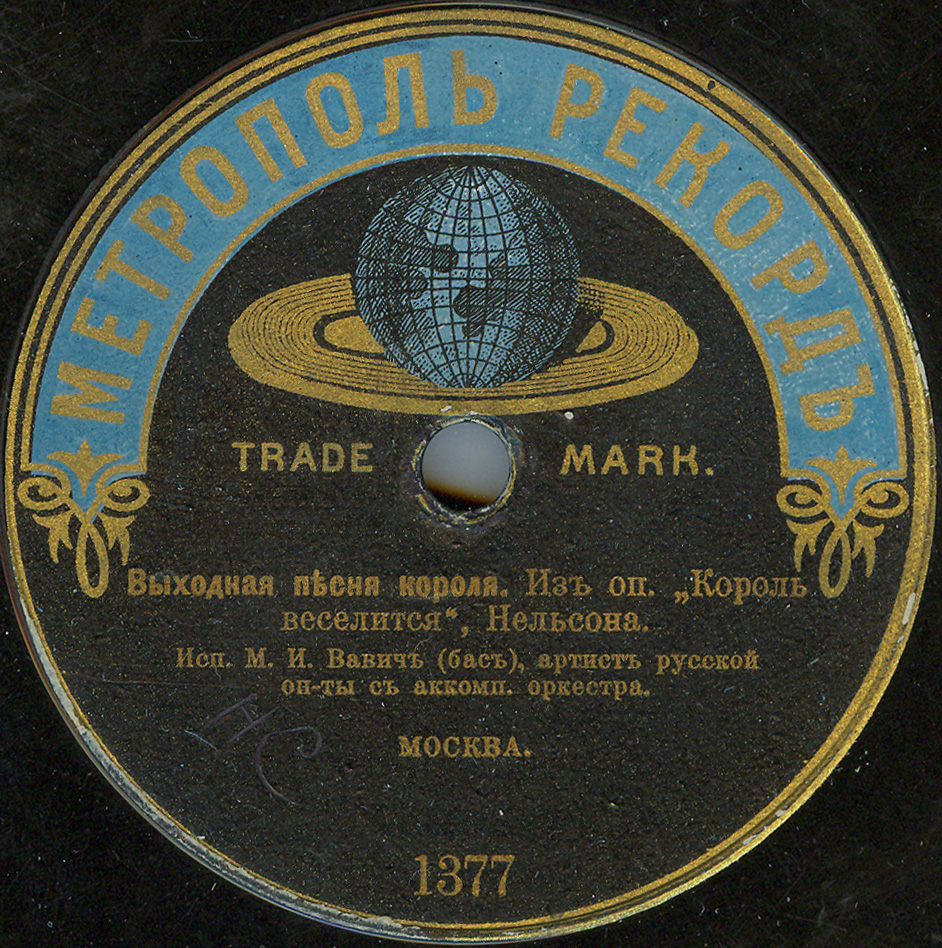
Eticheta unui disc Metropol Record (1911), conţinând „Aria intrării regelui” din opereta Regele se distrează de R. Nelson, interpretată de basul Mihail Vavici. Ascultați discul aici.

### Metropol Record și primii ani de comunism (1910–1933)
Prima fabrică de discuri din țară a fost Aprelevski zavod gramplastinok, înființată de afaceriștii germani Gottlieb (Bogdan) Moll, Albert Vogt și August Kybarth și dată în folosință în august 1910. Sediul se afla în apropierea gării Aprelevka de pe traseul feroviar Moscova–Kiev. Inițial, personalul număra cincizeci de angajați, agricultori din localitate aflați în căutare de locuri de muncă. Primele stocuri de discuri – pentru care materia primă era importată din Occident – au fost comercializate în orașele Moscova, Sankt Petersburg și Riga. Casa de discuri a fabricii a primit denumirea de Metropol Record. Noua afacere din Aprelevka s-a dovedit un succes și după câțiva ani s-a dorit extinderea întreprinderii. Izbucnirea Primului Război Mondial (1914) a dus la abandonarea unor astfel de planuri și a pus în dificultate conducerea germană din cauza viziunilor antigermane.
După Revoluția bolșevică (1917), s-a început procesul de naționalizare a resurselor de pe întregul teritoriu al țării. Fabricii de discuri din Aprelevka i-a venit rândul în 1919, când a fost convertită într-o unealtă de propagandă politică prin transferarea în Țentropeceat, organul de stat ce controla publicațiile propagandistice și de agitație. Noile plăci, conținând înregistrări ale discursurilor rostite de Vladimir Ilici Lenin și de alți oameni politici comuniști, au fost răspândite în toate regiunile țării prin intermediul muncitorilor delegați. Discursurile lui Lenin au apărut pe disc din martie 1919 (când o primă serie a ocupat primele poziții ale noului catalog al casei de discuri) până în aprilie 1921. La scurt timp după reprofilarea fabricii, resursele de materie primă (rășina numită șelac) cumpărate din Vest în anii anteriori au fost epuizate și, dată fiind blocada economică impusă de noul regim, s-a recurs la reciclarea plăcilor cu defecte rămase din stocurile anterioare. Dar și acestea au fost consumate până în 1922, astfel încât la acel moment producția a fost încetată.
În 1925, Metropol Record a fost redenumită Aprelevski zavod pamiati 1905 goda (chir. Апрелевский завод памяти 1905 года, trad. „Fabrica din Aprelevka, în amintirea anului 1905”).

### Era sovietică ante-Melodia (1933–1964)

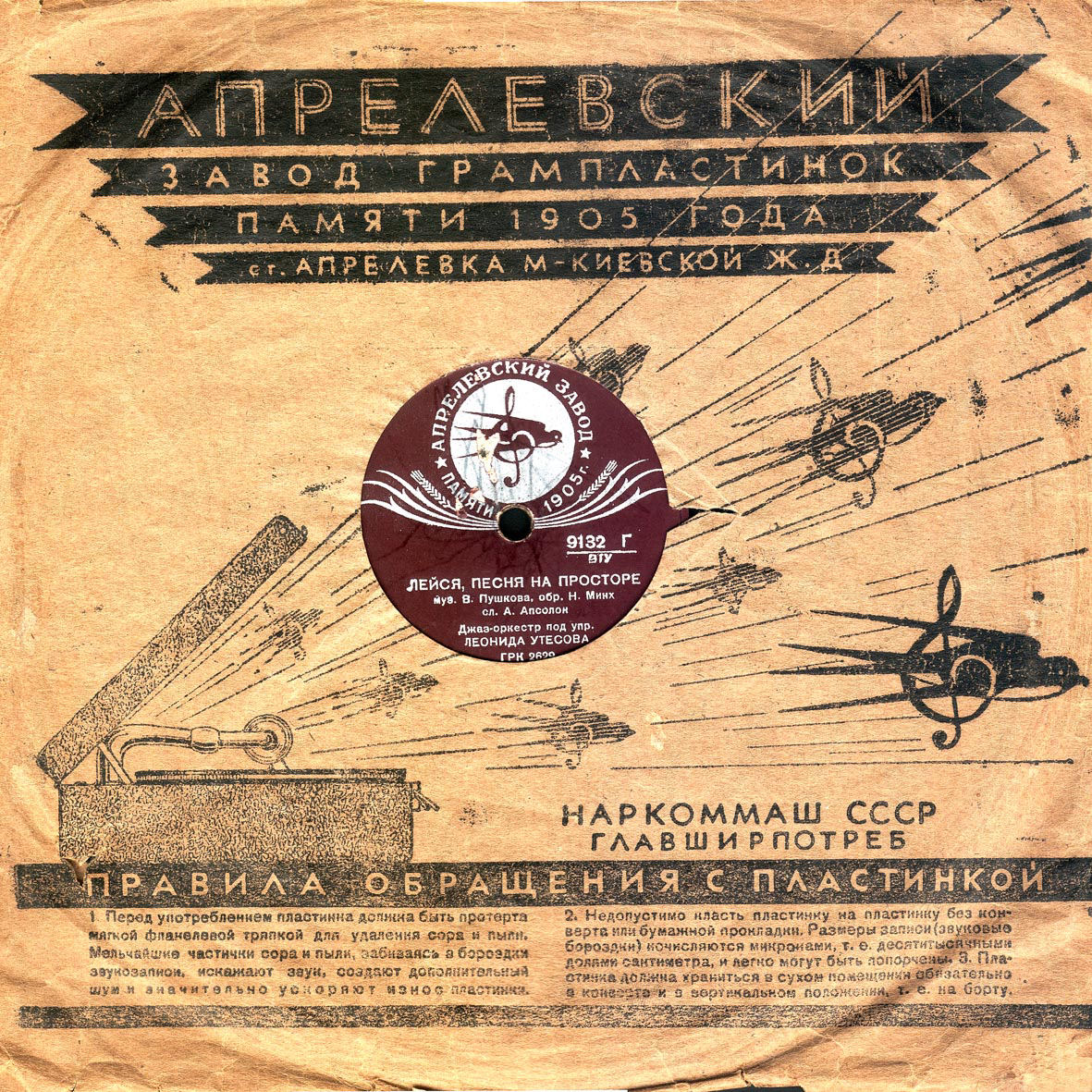
Plicul şi eticheta unui disc Aprelevski zavod (1939). Pe plic apare denumirea completă a casei de discuri, cu menţiunea „pamiati 1905 goda”.

În 1933, Aprelevski zavod a trecut în subordinea Comisariatului pentru Industria Grea (Народный Комиссариат Тяжелой Промышленности, a cărui titulatură a fost apoi marcată pe discuri prin abrevierile Наркомтяжпром și НКТП), ceea ce a permis reînceperea activității. Au fost achiziționate noi echipamente și personalul a fost sporit la o mie de persoane, fapt care a permis o capacitate record de 19 milioane de discuri pe an. Din 1934, se produc aici și discuri pentru casa Gramplasttrest, înființată cu doar un an în urmă. Discurile casei Aprelevski zavod vor fi incluse în sistemul de numerotare al Gramplasttrest.
În timpul celui de Al Doilea Război Mondial, mulți dintre lucrători au fost trimiși pe front, iar cei rămași produceau în paralel cu discurile materiale de război precum mine sau șrapnele. Una dintre cele mai celebre imprimări lansate în timpul războiului este cântecul patriotic „Războiul sfânt”, pe muzica lui Aleksandr Vasilievici Aleksandrov și cu versuri atribuite lui Vasili Lebedev-Kumaci, apărut în iulie 1941 la Gramplasttrest (număr de catalog 11019).
În 1950, o echipă de ingineri condusă de V.M. Hazandji a realizat la fabrica din Aprelevka primele discuri din policlorură de vinil (PVC), înlocuind astfel șelacul scump ce se putea obține numai din import. S-a constatat că noul material aducea o îmbunătățire a calității discurilor și permitea extinderea duratei de redare la șapte minute per față (noul material permitea îngustarea spațiilor dintre rile, turația rămânând aceeași). Această tehnologie a fost ulterior preluată de către toți fabricanții de discuri din țară. Primul disc LP (1952, conținând Suita pentru orchestră nr. 1 în re minor de P.I. Ceaikovski) și primele imprimări stereofonice (1961) s-au lansat tot aici. Totuși, producția de „ebonite” (denumire convențională care acum nu mai viza șelacul, ci policlorura de vinil) avea să continue până în anul 1971.

### Colaborarea cu Melodia (1964–1991)
Casa de discuri Melodia a fost fondată în 1964, în intenția de a crea o companie care să monopolizeze industria discografică. Colaborând cu Melodia, fabrica din Aprelevka a cunoscut cele mai înalte cote de producție, de până la 60% din totalul realizat în țară.
Din 1989, sunt produse aici și casete audio. Numai în primul an sunt lansate 700 000 de exemplare, dar, în ciuda portabilității, calitatea inferioară a sunetului îi determină pe cei mai mulți ascultători să rămână fideli discului de vinil.
Broșura „Сделано в Апрелевке” (rus. Produs în Aprelevka) numea întreprinderea în 1991 „cea mai mare companie din Europa, capabilă să fabrice anual peste 50 de milioane de discuri.”

### În Rusia postsovietică (din 1991)
După 1991, au fost întâmpinate dificultăți tot mai mari din pricina vânzărilor în scădere, pe fondul înlocuirii discului de vinil de către CD. Producția a fost sistată în 1997.
Tendințele din ultimii ani indică o revenire a discului de vinil atât în Rusia, cât și la nivel mondial. De aceea, este preconizată reluarea activității la fabrica Aprelevka încă din anul 2009.